# لويغي فيرارا
لويغي فيرارا (بالإيطالية: Luigi Ferrara)‏ هو سائق سباق إيطالي، ولد في 12 مايو 1982 في باري في إيطاليا.

## وصلات خارجية
- لويغي فيرارا على موقع DriverDB.com (الإنجليزية)